# 拉曼学前教育学院
拉曼学前教育学院（英語：TAR EC College），是一所位於馬來西亞吉隆坡的私立学院。该校校区位于拉曼大学学院的吉隆坡总校区内。